# Goldmantelweber

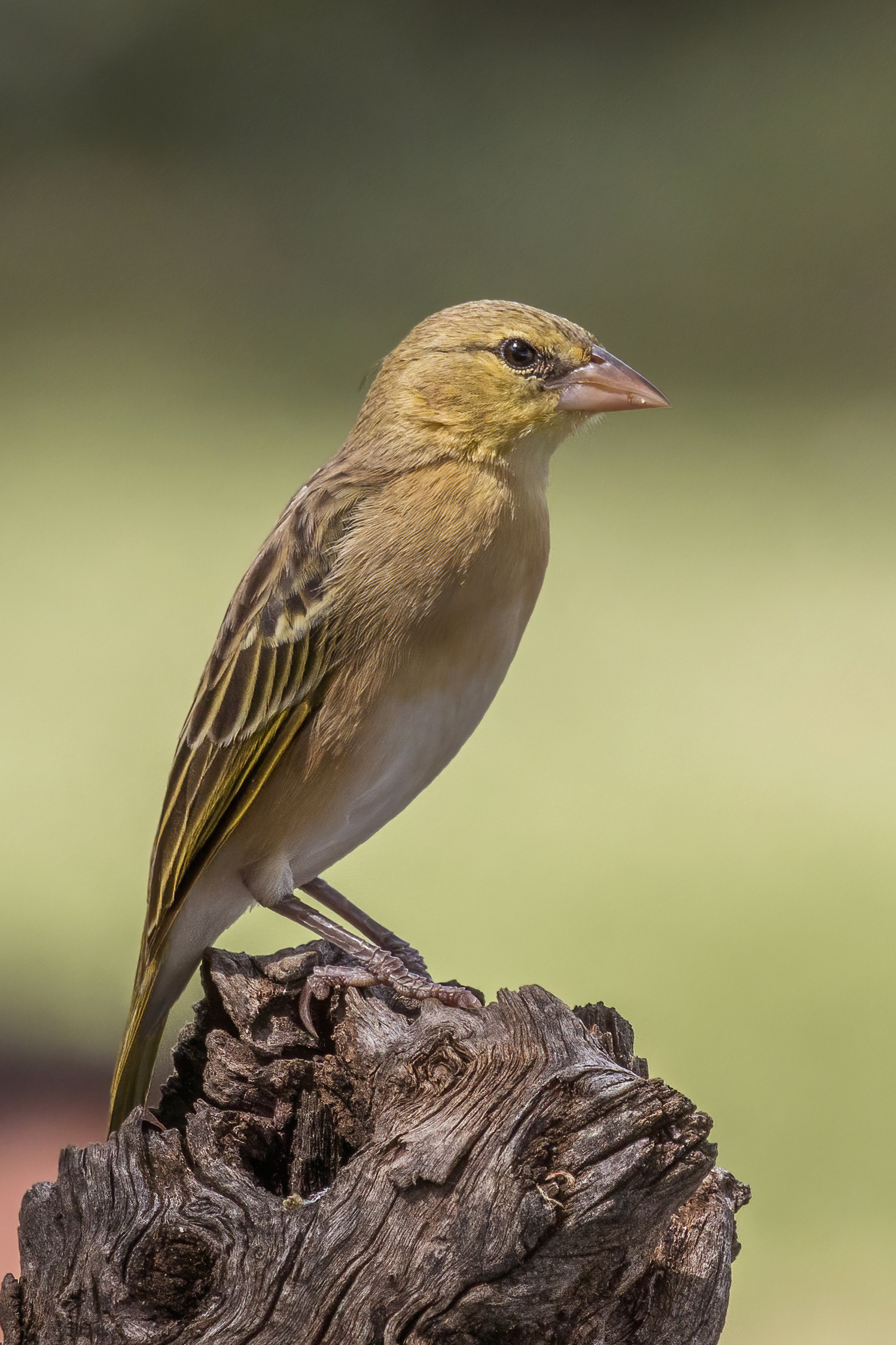
Weibchen

Der Goldmantelweber (Ploceus taeniopterus) zählt innerhalb der Familie der Webervögel (Ploceidae) zur Gattung der Ammerweber (Ploceus).
Der lateinische Artzusatz kommt von altgriechisch ταινια tainia, deutsch ‚Band‘ und altgriechisch πτερόν pteron, deutsch ‚Flügel‘.
Der Vogel kommt in Ostafrika vor in Äthiopien, der Demokratischen Republik Kongo, in Kenia, Sudan (dort gilt er als sehr häufig) und Uganda. In letzter Zeit überwiegend an den Küsten des Baringosees.
Das Verbreitungsgebiet umfasst Lebensräume mit hohem Gras und vereinzelten Akazien, entlang größerer Flüsse un in Sümpfen.

## Merkmale
Die Art ist 13 cm groß und wiegt zwischen 20 und 27 g. Das Männchen hat im Brutkleid dunkelbraune Iris und eine schwarze Gesichtsmaske von direkt hinter den Augen herab zur Brust oben, die breit dunkel kastanienbraun eingerahmt ist auf der Stirn. Die Kombination von dunklem Auge und bis zur Brust reichender schwarzer Maske ist charakteristisch.
Im Schlichtkleid haben Männchen und Weibchen dunkle Augen, einen gelben Überaugenstreif und gelbbraune Brust. Die Oberseite ist brauner und der Schnabel ist dunkler als beim weiblichen Dotterweber. Jungvögel sind ähnlich wie das Weibchen gefiedert, aber mit weißen Augen und ähneln dem Cabanisweber-Jungen.
Die Art ist monotypisch.
Sie scheint im Sudan mit dem Zimtweber (Ploceus badius) zu hybridisieren.

## Stimme
Der Gesang des Männchens wird als zögerlich und ruckartig mit trocken und unmusikalischen Ende beschrieben.

## Lebensweise
Die Nahrung besteht hauptsächlich aus Pflanzensamen, aber auch Insekten.
Die Brutzeit liegt zwischen August und Oktober im Sudan, zwischen Juli und November in der  Demokratischen Republik Kongo und zwischen Mai und September in Kenia.
Goldmantelweber sind polygyn, brüten in kleinen Kolonien. Das Gelege besteht aus 2 – 3 grünlich bis bräunlichen Eiern, die vom Weibchen ausgebrütet werden.

## Gefährdungssituation
Der Bestand gilt als nicht gefährdet (Least Concern).